# Kuba i Śruba
Kuba i Śruba – polski serial animowany dla dzieci emitowany w latach 2011-2016. Serial liczy 13 odcinków.
Serial przedstawia perypetie i przygody dwóch braci. Starszy z nich, Mateusz zwany Śrubą, jest liderem jest ruchliwy, skory do wygłupów i ciągle wpada w tarapaty. Jego młodszy brat Kuba jest typem intelektualisty - rozważny i spokojny, ale również wesoły i dowcipny. W każdym odcinku chłopcy przeżywają inną przygodę.

## Lista odcinków
1. Porwana królewna
2. Dwóch Jasiów i Małgosia
3. Babcia Czerwonego Kapturka
4. Kije samobije
5. Latający kuferek
6. Hokus pokus
7. Mały rycerz
8. Wyspa skarbów
9. Cichomaniak
10. Siódmy krasnoludek
11. Zupa fasolowa
12. Pięciu rozbójników
13. Czarnoksiężnik

## Nagrody i wyróżnienia
- 2017: nagroda na Ogólnopolskim Festiwalu Polskiej Animacji O!PLA-Nagroda w konkursie "Teraz Dzieci!" (I miejsce; kategoria wczesnoszkolna, za odcinek "Pięciu rozbójników").